# Austroaeschna eungella
Austroaeschna eungella är en trollsländeart som beskrevs av Günther Theischinger 1993. Austroaeschna eungella ingår i släktet Austroaeschna och familjen mosaiktrollsländor. Inga underarter finns listade i Catalogue of Life.